# سیگرود یورگنسن
سیگرود یورگنسن (انگلیسی: Sigurd Jørgensen; ۱۵ دسامبر ۱۸۸۷ – ۱۴ دسامبر ۱۹۲۹) ژیمناست هنری اهل نروژ بود.